# Honzuki no Gekokujō
Honzuki no Gekokujō: Shisho ni Naru Tame niwa Shudan o Erandeiraremasen (本好きの下剋上 ～司書になるためには手段を選んでいられません～?), también conocida como El ratón de biblioteca en español y Ascendance of a Bookworm en inglés, es una serie de novelas ligeras japonesas escritas por Miya Kazuki e ilustradas por Yō Shiina. Se serializó en línea entre septiembre de 2013 y marzo de 2017 en el sitio web Shōsetsuka ni Narō con 677 capítulos. TO Books adquirió los derechos para su publicación, y el primer volumen se publicó en enero de 2015. Hasta la fecha se han publicado 33 volúmenes.
Una adaptación al manga de la primera parte con arte de Suzuka se serializó en línea a través del sitio web de Niconico Seiga entre octubre de 2015 y julio de 2018. El manga se recogió en siete volúmenes tankōbon a través de TO Books. Una adaptación al anime producida por Ajia-do Animation Works se estrenó el 3 de octubre de 2019. El 10 de marzo de 2020 salió al mercado junto con el vigésimo segundo libro (Parte 5, volumen 1) una OVA de dos episodios. Una segunda temporada de 12 episodios se estrenó el 4 de abril de 2020. Una tercera temporada de 10 episodios se estrenó el lunes 12 de abril de 2022 y se emite en Crunchyroll. Una cuarta temporada producida por Wit Studio se estrenará en 2026.

## Sinopsis
Urano Motosu es una joven que ama los libros e iba a empezar a trabajar como bibliotecaria en una universidad. Durante un terremoto, muere aplastada por el colapso de los estantes de la biblioteca. Reencarna, en otro mundo, en el cuerpo de una niña llamada Myne, pero se entera de que los libros son escasos y solo se proporcionan a las élites de prestigio. Myne (conservando los recuerdos de su vida anterior) decide crear e imprimir sus propios libros para poder leer de nuevo.

## Personajes
Myne (マイン Main?) / Urano Motosu (本須 麗乃?)
 Seiyū: Yuka Iguchi
Personaje principal de la historia y una amante de los libros, Urano estaba a punto de convertirse en bibliotecaria cuando fue aplastada irónicamente por una pila de libros durante un terremoto. Se despertó en el cuerpo de una niña enfermiza y frágil de 5 años llamada Myne, pero en un mundo donde los libros son solo para nobles extremadamente ricos. Su fragilidad se debe a una enfermedad rara conocida como «devorador de vida» (身食い Migui?), que consiste en fiebres altas que comienzan cada vez que el huésped está estresado o deprimido. Myne ahora debe poner a prueba su conocimiento sobre los libros para convertirse en la primera bibliotecaria en su nuevo mundo.
Ferdinand (フェルディナンド Ferudinando?)
 Seiyū: Show Hayami
El sacerdote principal del templo en la ciudad de Ehrenfest y el futuro tutor de Myne.
Tūri (トゥーリ Tuuli?)
 Seiyū: Megumi Nakajima
La hermana mayor de Myne que sigue el oficio de su madre convirtiéndose en costurera.
Effa (エーファ Ēfa?)
 Seiyū: Fumiko Orikasa
La madre de Myne y Tuuli, que es costurera de oficio y trabaja en una fábrica de tintes.
Gunther (ギュンター Gyuntā?)
 Seiyū: Tsuyoshi Koyama
El padre de Myne y Tuuli que trabaja como soldado y guardia de la ciudad de Ehrenfest.
Lutz (ルッツ Rutsu?)
 Seiyū: Mutsumi Tamura
El mejor amigo de Myne desde la infancia que la ayuda en su negocio a hacer papel y crear libros. Primero quería ser vendedor ambulante, pero después de ser disuadido por Otto decidió trabajar con Myne y realizar las tareas físicamente exigentes para ella. Él es el primero en sospechar que Myne ya no es quien era y que, de hecho, fue tomada por otra persona.
Benno (ベンノ?)
 Seiyū: Takehito Koyasu
Un comerciante en la ciudad que toma a Myne y a Lutz bajo su protección y los ayuda a desarrollar su negocio de creación de libros. Después de darse cuenta del potencial que Myne y Lutz tienen en su profesión, insiste en entrenarlos para que se conviertan en comerciantes y se peleen contra aquellos que quieren tomar el dúo por sí mismos.
Otto (オットー Ottō?)
 Seiyū: Satoshi Hino
Un excomerciante convertido en soldado y contador militar de Ehrenfest. Enseña a Myne a leer y escribir el idioma del nuevo mundo.
Mark (マルク Maruku?)
 Seiyū: Tomoaki Maeno
Un asistente de la tienda Benno que ayuda a Myne y Lutz en su viaje.
Freida (フリーダ Furīda?)
 Seiyū: Aya Uchida
La nieta de Gustav que quiere comprar una de las horquillas de Myne para usarla durante su bautismo. Al igual que Myne, ella tiene la enfermedad incurable conocida como la «devorador de vida».
Gustav (グスタフ Gusutafu?)
 Seiyū: Hiroshi Naka
El jefe del Gremio de Comerciantes en Ehrenfest y el mayor de Benno. Él acepta permitir que Lutz y Myne se conviertan en comerciantes registrados temporalmente después de ver los productos que el dúo puede crear.

## Contenido de la obra

### Novelas ligeras
Fue publicada originalmente por Miya Kazuki como una novela web de lectura gratuita en Shōsetsuka ni Narō desde el 23 de septiembre de 2013 hasta el 12 de marzo de 2017. La serie fue licenciada por TO Books que publicó el primer volumen bajo su sello TO Bunko con ilustraciones de Yō Shiina en enero de 2015.
El jueves 24 de noviembre de 2022 se publicó la lista de las mejores series de novelas ligeras en la edición de 2023 de la guía Kono Light Novel ga Sugoi! (¡Esta novela ligera es increíble!)  En la que Honzuki no Gekokujo obtuvo el primer puesto en la categoría Tankōbon.
| Núm. | Título                                                                     | Fecha de publicación     | ISBN                   |
| ---- | -------------------------------------------------------------------------- | ------------------------ | ---------------------- |
| 1    | Parte 1 - Hija de un Soldado. Volumen 1                                    | 25 de enero de 2015      | ISBN 978-486472-342-8  |
| 2    | Parte 1 - Hija de un Soldado. Volumen 2                                    | 25 de febrero de 2015    | ISBN 978-4-86472-347-3 |
| 3    | Parte 1 - Hija de un Soldado. Volumen 3                                    | 25 de junio de 2015      | ISBN 978-486472-397-8  |
| 4    | Parte 2 - Aprendiz de sacerdotisa. Volumen 1                               | 25 de septiembre de 2015 | ISBN 978-486472-424-1  |
| 5    | Parte 2 - Aprendiz de sacerdotisa. Volumen 2                               | 25 de diciembre de 2015  | ISBN 978-486472-447-0  |
| 6    | Parte 2 - Aprendiz de sacerdotisa. Volumen 3                               | 25 de marzo de 2016      | ISBN 978-486472-473-9  |
| 7    | Parte 2 - Aprendiz de sacerdotisa. Volumen 4                               | 10 de junio de 2016      | ISBN 978-486472-492-0  |
| 8    | Parte 3, Hija Adoptiva de un noble. Volumen 1                              | 10 de septiembre de 2016 | ISBN 978-486472-521-7  |
| 9    | Parte 3, Hija Adoptiva de un noble. Volumen 2                              | 10 de diciembre de 2016  | ISBN 978-486472-540-8  |
| 10   | Parte 3, Hija Adoptiva de un noble. Volumen 3                              | 10 de marzo de 2017      | ISBN 978-486472-562-0  |
| 11   | Parte 3, Hija Adoptiva de un noble. Volumen 4                              | 10 de junio de 2017      | ISBN 978-486472-586-6  |
| 12   | Parte 3, Hija Adoptiva de un noble. Volumen 5                              | 9 de septiembre de 2017  | ISBN 978-486472-600-9  |
| 13   | Parte 4, Fundadora del Comité Bibliotecario de la Real Academia. Volumen 1 | 9 de diciembre de 2017   | ISBN 978-4-86472-634-4 |
| 14   | Parte 4, Fundadora del Comité Bibliotecario de la Real Academia. Volumen 2 | 10 de marzo de 2018      | ISBN 978-4-86472-669-6 |
| 15   | Parte 4, Fundadora del Comité Bibliotecario de la Real Academia. Volumen 3 | 9 de junio de 2018       | ISBN 978-4-86472-686-3 |
| 16   | Parte 4, Fundadora del Comité Bibliotecario de la Real Academia. Volumen 4 | 10 de septiembre de 2018 | ISBN 978-4-86472-724-2 |
| 17   | Parte 4, Fundadora del Comité Bibliotecario de la Real Academia. Volumen 5 | 10 de diciembre de 2018  | ISBN 978-4-86472-764-8 |
| 18   | Parte 4, Fundadora del Comité Bibliotecario de la Real Academia. Volumen 6 | 9 de marzo de 2019       | ISBN 978-4-86472-788-4 |
| 19   | Parte 4, Fundadora del Comité Bibliotecario de la Real Academia. Volumen 7 | 10 de junio de 2019      | ISBN 978-4-86472-814-0 |
| 20   | Parte 4, Fundadora del Comité Bibliotecario de la Real Academia. Volumen 8 | 10 de septiembre de 2019 | ISBN 978-4-86472-828-7 |
| 21   | Parte 4, Fundadora del Comité Bibliotecario de la Real Academia. Volumen 9 | 10 de diciembre de 2019  | ISBN 978-4-86472-855-3 |
| 22   | Parte 5, Encarnación de la diosa. Volumen 1                                | 10 de marzo de 2020      | ISBN 978-4-86472-923-9 |
| 23   | Parte 5, Encarnación de la diosa. Volumen 2                                | 10 de junio de 2020      | ISBN 978-4-86699-001-9 |
| 24   | Parte 5, Encarnación de la diosa. Volumen 3                                | 10 de septiembre de 2020 | ISBN 978-4-86699-038-5 |
| 25   | Parte 5, Encarnación de la diosa. Volumen 4                                | 10 de diciembre de 2020  | ISBN 978-4-86699-089-7 |
| 26   | Parte 5, Encarnación de la diosa. Volumen 5                                | 10 de abril de 2021      | ISBN 978-4-86699-133-7 |
| 27   | Parte 5, Encarnación de la diosa. Volumen 6                                | 10 de agosto de 2021     | ISBN 978-4-86699-241-9 |
| 28   | Parte 5, Encarnación de la diosa. Volumen 7                                | 10 de diciembre de 2021  | ISBN 978-4-86699-380-5 |
| 29   | Parte 5, Encarnación de la diosa. Volumen 8                                | 9 de abril de 2022       | ISBN 978-4-86699-413-0 |
| 30   | Parte 5, Encarnación de la diosa. Volumen 9                                | 10 de agosto de 2022     | ISBN 978-4-86699-520-5 |
| 31   | Parte 5, Encarnación de la diosa. Volumen 10                               | 10 de diciembre de 2022  | ISBN 978-4-86699-718-6 |
| 32   | Parte 5, Encarnación de la diosa. Volumen 11                               | 10 de mayo de 2023       | ISBN 978-4-86699-836-7 |
| 33   | Parte 5, Encarnación de la diosa. Volumen 12                               | 9 de diciembre de 2023   | ISBN 978-4-86794-022-8 |

### Manga
TO Books pública la adaptación al manga que sigue un formato similar al de las novelas separados en cinco arcos argumentales. La Parte 1, subtitulada Hon ga nainara tsukureba ī! (本がないなら作ればいい!?   lit. «Si no hay libros, tendré que hacer algunos!»), fue ilustrada por Suzuka, serializada en Comic Corona desde octubre de 2015 hasta julio de 2018, y se compiló en un total de siete volúmenes. Suzuka continuó ilustrando la Parte 2 subtitulada Hon no tamenara miko ni naru! (本のためなら巫女になる！?   lit. «Conviértete en una doncella del santuario para libros!») que comenzó la seriación en Comic Corona el 24 de septiembre de 2018 y actualmente tiene un total de doce volúmenes. La Parte 3 subtitulada Ryōchi ni hon o hirogeyou! (領地に本を広げよう！?   lit. «Difunde el libro en tu territorio!») es ilustrada por Ryo Namino y comenzó su seriación en Comic Corona a pesar de que la Parte 1 todavía estaba en curso en ese momento. La parte 3 actualmente tiene nueve volúmenes.

#### Lista de volúmenes

##### Parte 1
| N.º | Fecha de lanzamiento    | ISBN original          |
| --- | ----------------------- | ---------------------- |
| 1   | 25 de junio de 2016     | ISBN 978-4-86472-495-1 |
| 2   | 10 de julio de 2016     | ISBN 978-4-86472-499-9 |
| 3   | 10 de noviembre de 2016 | ISBN 978-4-86472-533-0 |
| 4   | 25 de febrero de 2017   | ISBN 978-4-86472-554-5 |
| 5   | 1 de agosto de 2017     | ISBN 978-4-86472-602-3 |
| 6   | 24 de febrero de 2018   | ISBN 978-4-86472-664-1 |
| 7   | 1 de agosto de 2018     | ISBN 978-4-86472-720-4 |

##### Parte 2
| N.º | Fecha de lanzamiento     | ISBN original          |
| --- | ------------------------ | ---------------------- |
| 1   | 25 de abril de 2019      | ISBN 978-4-86472-801-0 |
| 2   | 5 de octubre de 2019     | ISBN 978-4-86472-853-9 |
| 3   | 1 de abril de 2020       | ISBN 978-4-86472-941-3 |
| 4   | 1 de octubre de 2020     | ISBN 978-4-86699-056-9 |
| 5   | 15 de abril de 2021      | ISBN 978-4-86699-203-7 |
| 6   | 15 de octubre de 2021    | ISBN 978-4-86699-346-1 |
| 7   | 15 de abril de 2022      | ISBN 978-4-86699-416-1 |
| 8   | 1 de diciembre de 2022   | ISBN 978-4-86699-689-9 |
| 9   | 1 de junio de 2023       | ISBN 978-4-86699-855-8 |
| 10  | 15 de diciembre de 2023  | ISBN 978-4-86794-029-7 |
| 11  | 16 de julio de 2024      | ISBN 978-4-86794-244-4 |
| 12  | 15 de febrero de 2025    | ISBN 978-4-86794-455-4 |
| 13  | 15 de septiembre de 2025 | ISBN 978-4-86794-698-5 |

##### Parte 3
| N.º | Fecha de lanzamiento     | ISBN original          |
| --- | ------------------------ | ---------------------- |
| 1   | 1 de febrero de 2019     | ISBN 978-4-86472-784-6 |
| 2   | 14 de diciembre de 2019  | ISBN 978-4-86472-881-2 |
| 3   | 15 de junio de 2020      | ISBN 978-4-86699-003-3 |
| 4   | 15 de mayo de 2021       | ISBN 978-4-86699-220-4 |
| 5   | 15 de marzo de 2022      | ISBN 978-4-86699-415-4 |
| 6   | 15 de febrero de 2023    | ISBN 978-4-86699-768-1 |
| 7   | 15 de septiembre de 2023 | ISBN 978-4-86699-946-3 |
| 8   | 17 de agosto de 2024     | ISBN 978-4-86794-279-6 |
| 9   | 15 de julio de 2025      | ISBN 978-4-86794-628-2 |

##### Parte 4
| N.º | Fecha de lanzamiento    | ISBN original          |
| --- | ----------------------- | ---------------------- |
| 1   | 15 de marzo de 2021     | ISBN 978-4-86699-132-0 |
| 2   | 15 de julio de 2021     | ISBN 978-4-86699-249-5 |
| 3   | 25 de noviembre de 2021 | ISBN 978-4-86699-350-8 |
| 4   | 14 de mayo de 2022      | ISBN 978-4-86699-512-0 |
| 5   | 15 de noviembre de 2022 | ISBN 978-4-86699-690-5 |
| 6   | 15 de mayo de 2023      | ISBN 978-4-86699-847-3 |
| 7   | 15 de noviembre de 2023 | ISBN 978-4-86794-001-3 |
| 8   | 15 de mayo de 2024      | ISBN 978-4-86794-177-5 |
| 9   | 14 de diciembre de 2024 | ISBN 978-4-86794-381-6 |
| 10  | 15 de abril de 2025     | ISBN 978-4-86794-539-1 |

### Anime
El 7 de marzo de 2019 se anunció una adaptación de anime. La serie esta animada por el estudio Ajia-do Animation Works y dirigida por Mitsuru Hongo, con guion de Mariko Kunisawa, el diseño los personajes está a cargo de Yoshiaki Yanagida y Toshihisa Kaiya y la música de Michiru. Se estrenó el 3 de octubre de 2019 en Wowow, Tokyo MX y BS Fuji. Sumire Morohoshi interpreta el tema de apertura de la serie «Masshiro» (真っ白?), mientras que Megumi Nakajima interpreta el tema de cierre «Kamikazari no Tenshi» (髪飾りの天使?). La 1.º temporada de la serie tiene una duración de 14 episodios. Se ha lanzado 1 OVA de un capítulo en 2 partes contando los hechos de 2 historias que, si no son especialmente relevantes para la trama principal, si suponen un contenido adicional que agradecerán los fans de la serie que no hallan leído las novelas. La primera de ellas es; "La gran operación de infiltración de Justus" [ユストクスの下町潜入大作戦 (ユストクスのしたまちせんにゅうだいさくせん)] Publicada en el Volumen 2 de la Parte 3. Conectando las temporadas 1 y 2 de la serie. La segunda es; "Visitando la casa de Corinna", (publicada en el Volumen 3 de la 1a parte).
El 5 de diciembre de 2019, el sitio web oficial del anime anunció la segunda temporada para la primavera de 2020. Emitida entre el 4 de abril y el 21 de junio de 2020. El tema de apertura es:  "Tsumujikaze" (Conmoción) interpretados por; Sumire Morohoshi, y el tema de cierre es: "Ephemera wo Atsumete" interpretado por; Minori Suzuki
La tercera temporada de Honzuki no Gekokujou se estrenó el lunes 12 de abril de 2022. El tema de apertura es: "Ano Hi no Kotoba" interpretado por; Nao Touyama, de su single "Growing"
Mientras que el tema de cierre es: "Kotoba ni Dekinai" (no puedo expresarlo con palabras) interpretado por; Maaya Sakamoto.
El 11 de abril de 2022, Crunchyroll anunció que la serie recibirá un doblaje tanto en inglés como en español.
El 6 de diciembre de 2023 se anunció una cuarta temporada de Wit Studio que abarca la Parte 3: Hija adoptiva de un archiduque de la novela ligera se anunció el 6 de diciembre de 2023. Se estrenará en 2026. Está previsto que se estrene en el segundo trimestre de 2026 en todas las estaciones afiliadas a NNS, incluidas ytv y Nippon TV, así como Tokyo MX.